# Charles Ranlett Flint
Charles Ranlett Flint (24 de enero de 1850 - 26 de febrero de 1934) fue el fundador de la Computing-Tabulating-Recording Company, que posteriormente se convertiría en IBM. Por sus negocios financieros, se ganó el apodo de "Padre de los Fideicomisos". Fue un ávido deportista y miembro del sindicato que construyó el yate Vigilant, que fue el defensor estadounidense de la octava Copa América, además del propietario del yate Gracie.

## Primeros años y educación
Flint nació en 1850 en Thomaston, Maine.. Su padre, Benjamin Chapman, cambió el apellido familiar a Flint tras ser adoptado por un tío materno. La familia se mudó de Maine a Nueva York, donde su padre dirigía la empresa mercantil familiar, Chapman & Flint, fundada en 1837. Flint se casó con la compositora Kate Simmons en 1883.
En 1868, Charles Flint se graduó del Instituto Politécnico de Brooklyn (posteriormente, la Escuela de Ingeniería Tandon de la Universidad de Nueva York), en Brooklyn. En 1871, se incorporó al sector naviero como socio de Gilchrest, Flint & Co., que se convirtió en W. R. Grace and Company tras una serie de fusiones y adquisiciones.

## Carrera
De 1876 a 1879, fue cónsul de Chile en Nueva York. También fue cónsul general en los Estados Unidos en Nicaragua y en Costa Rica.
En 1892, fusionó varias compañías para formar el holding U.S. Rubber. En 1893, equipó una flota de buques de guerra para la República de Brasil. Compró el crucero Esmeralda a la Armada de Chile y lo entregó vía Ecuador a Japón durante la primera guerra sino-japonesa. En 1899, repitió el éxito de la formación de U.S. Rubber al consolidar las empresas Adams Chewing Gum, Chiclets, Dentyne y Beemans para formar American Chicle. También fue responsable de la formación de The American Woolen Company ese año. Algunos periódicos comenzaron a referirse a él como "el Rey del Caucho". En 1911, formó la Computing-Tabulating-Recording Company mediante la fusión de cuatro empresas: Tabulating Machine Company, International Time Recording Company, Computing Scale Company of America y la Bundy Manufacturing Company.
Esta «fusión» fue inusual en aquella época, y Flint la describió como una «consolidación de aliados». En 1924, CTR pasó a llamarse International Business Machines. Flint formó parte del consejo de administración de IBM hasta su jubilación en 1930.
Falleció en 1934 en Washington D. C., a la edad de 84 años.

## Legado
Charles Flint era un ávido deportista y amaba la natación, la caza, la pesca, la navegación y la aviación. Fue uno de los siete fundadores del Automobile Club of America. Ocupó el puesto de presidente del Consejo Mundial para los récords de velocidad náuticos.
Su obituario en la revista "Time" afirmaba que negoció las primeras ventas de aviones al extranjero de los Hermanos Wright, aunque fueron los propios Wright, en negociaciones a veces polémicas con Charles R. Flint & Co., quienes determinaron los términos del contrato.